# Edmund Borowski (lekkoatleta)
Edmund Borowski (ur. 23 stycznia 1945 w Waitzdorf, zm. 22 sierpnia 2022) – polski lekkoatleta specjalizujący się w biegu na 400 metrów.
Jego największym osiągnięciem jest zdobycie złotego medalu na mistrzostwach Europy w 1966 w Budapeszcie na sztafecie 4 × 400 metrów (wraz z Janem Wernerem, Stanisławem Grędzińskim i Andrzejem Badeńskim). W biegu indywidualnym na 400 m na tych mistrzostwach odpadł w eliminacjach.
Odnosił także sukcesy w zawodach halowych. Na europejskich igrzyskach halowych w 1967 w Pradze zdobył srebrny medal w sztafecie 4 × 2 okrążenia (wraz z nim biegli Edward Romanowski, Jan Balachowski i Tadeusz Jaworski), a w rok później na EIH w Madrycie wywalczył taki sam medal w sztafecie 1+2+3+4 okrążenia (partnerzy Marian Dudziak, Waldemar Korycki i Andrzej Badeński). Wreszcie kolejny srebrny medal zdobył na halowych mistrzostwach Europy w 1970 w Wiedniu w sztafecie 2+3+4+5 okrążeń (ze Stanisławem Waśkiewiczem, Kazimierzem Wardakiem i Erykiem Żelaznym).
Był rezerwowym zawodnikiem polskiej sztafety 4 × 400 metrów na igrzyskach olimpijskich w 1968 w Meksyku.
Trzykrotnie zdobywał tytuł mistrza Polski w sztafecie 4 × 400 m (1967, 1968 i 1971), dwukrotnie był wicemistrzem w tej konkurencji (1966 i 1969) i dwukrotnie brązowym medalistą w biegu na 400 metrów (w 1966 i 1967). Wystąpił w piętnastu meczach reprezentacji Polski, odnosząc 1 zwycięstwo indywidualne i 15 w sztafetach.
Rekordy życiowe:
- bieg na 100 metrów – 10,4 s
- bieg na 200 metrów – 21,1 s
- bieg na 400 metrów – 46,5 s

Był zawodnikiem Zawiszy Bydgoszcz.